# موسولیتا
موسولیتا (به لاتین: Mousoulita) یک منطقهٔ مسکونی در قبرس شمالی است که در ناحیه غازی ماغوسا واقع شده‌است.